# Neyruz
Neyruz (toponimo francese; in tedesco Rauschenbach, desueto) è un comune svizzero di 2 593 abitanti del Canton Friburgo, nel distretto della Sarine.

## Monumenti e luoghi d'interesse

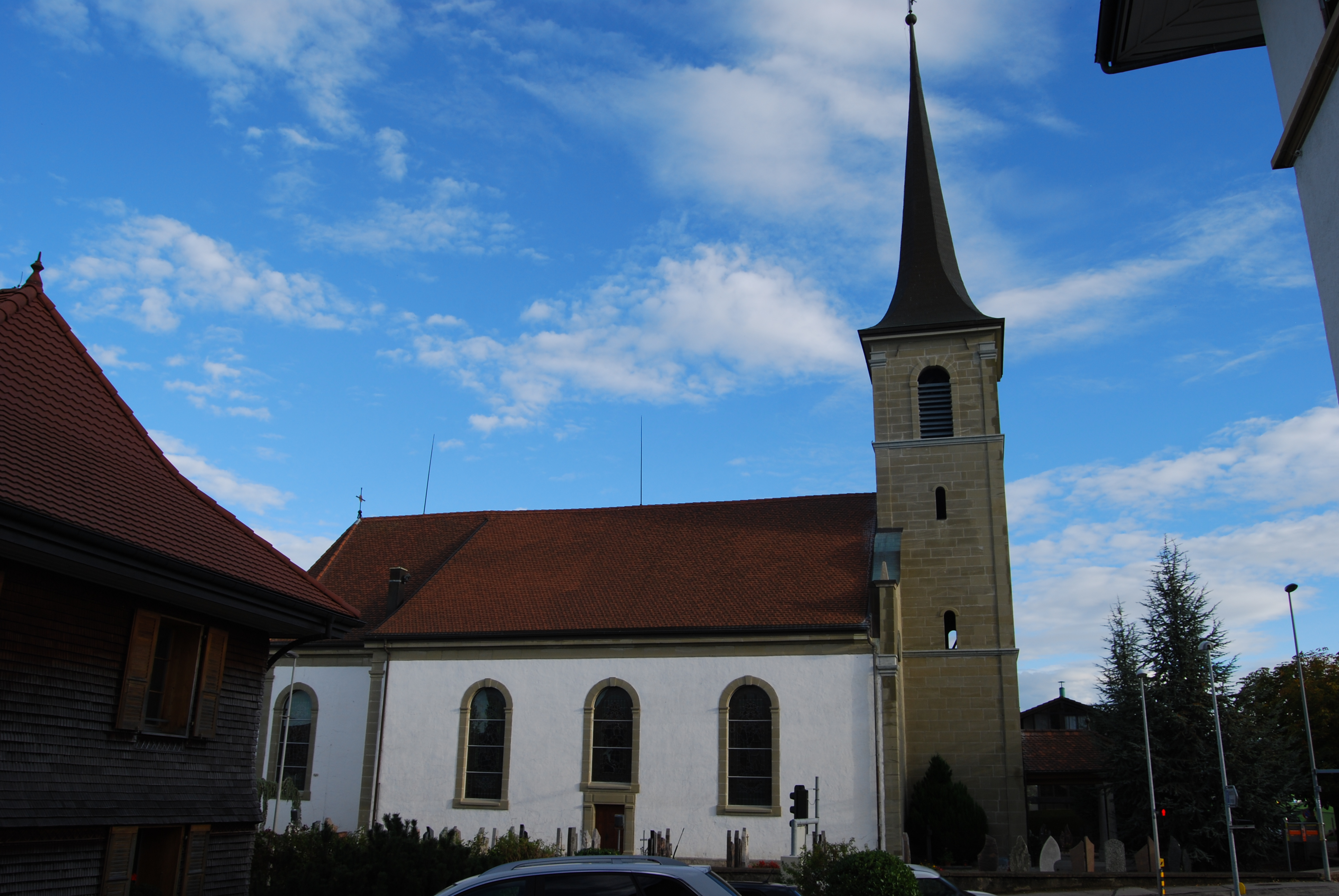
La chiesa cattolica dell'Immacolata Concezione

- Chiesa cattolica dell'Immacolata Concezione, eretta nel 1845-1847[1].

## Società

### Evoluzione demografica
L'evoluzione demografica è riportata nella seguente tabella:
Abitanti censiti

## Infrastrutture e trasporti
Neyruz è servito dall'omonima stazione sulla ferrovia Losanna-Berna.

## Amministrazione
Ogni famiglia originaria del luogo fa parte del comune patriziale che ha la responsabilità della manutenzione di ogni bene comune.